# Nilay Patel

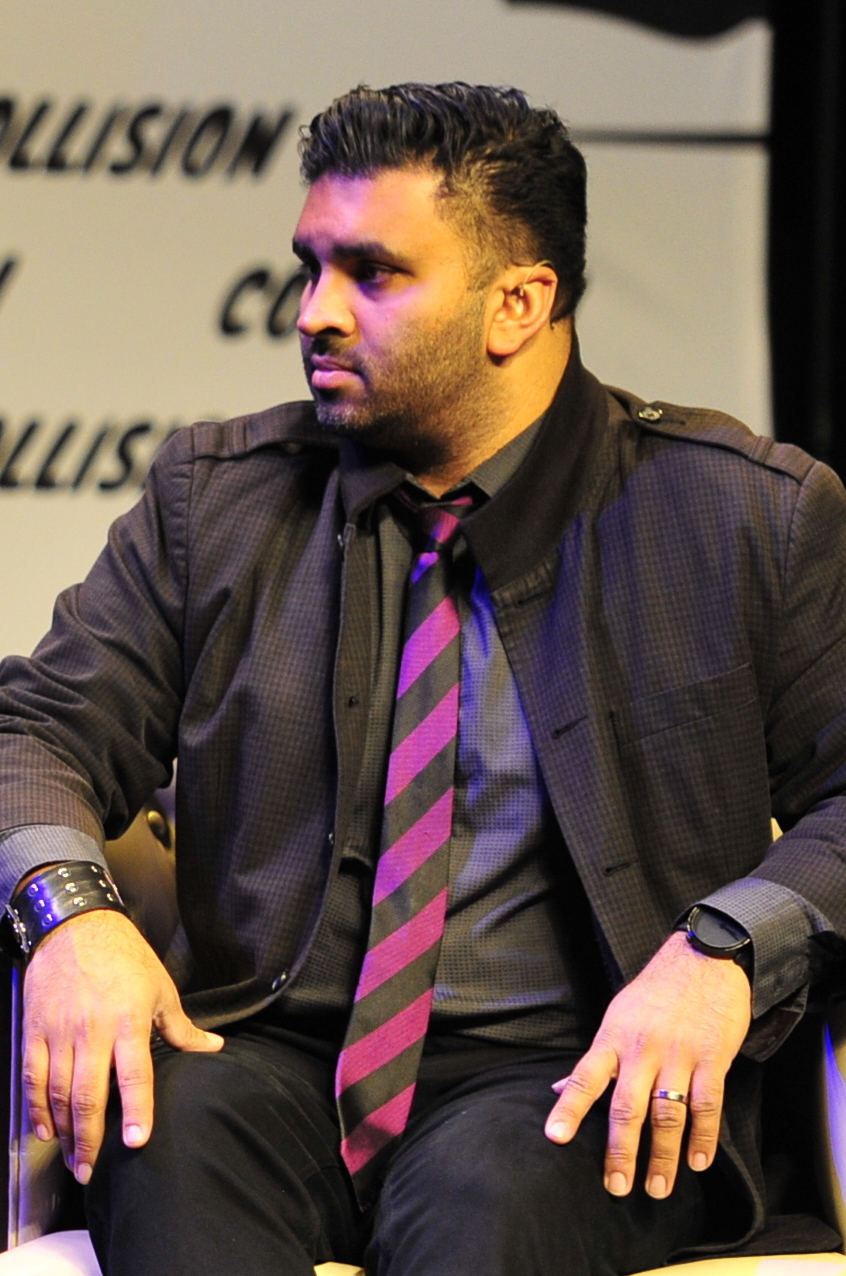
Nilay Patel, 2016

Nilay Patel ist ein US-amerikanischer Rechtsanwalt und Journalist. Er ist Chefredakteur des Technologieportals The Verge.

## Karriere
2003 beendete Patel sein Studium der Politikwissenschaft an der University of Chicago, das er durch ein juristisches Studium erweiterte und mit dem Grad eines Juris Doctor an der University of Wisconsin Law School abschloss.
Von 2007 bis 2011 arbeitete Patel für den Technologieblog Engadget.
2011 gründete Nilay Patel gemeinsam mit Joshua Topolsky, Joanna Stern und Dieter Bohn The Verge. 2014 wechselte er von The Verge zur Schwesterseite Vox und wurde dort Chefredakteur (Managing Editor); zuvor soll es zu Spannungen zwischen Patel und Topolsky gekommen sein. Als jedoch Topolsky im August 2014 The Verge verließ, kehrte Patel als neuer Chefredakteur zu The Verge zurück. Während seiner Zeit als Chefredakteur konnte Walter Mossberg als Redakteur gewonnen werden, einer der einflussreichsten Journalisten in der Technologiebranche überhaupt. Gemeinsam mit Mossberg veröffentlichte Patel von September 2015 bis zu Mossbergs Pensionierung im Juni 2017 wöchentlich den Podcast Ctrl-Walt-Delete.